# Тимотей Симеонидис
Тимотей (на гръцки: Τιμόθεος) е гръцки духовник, кесарийски епископ на гръцката старостилна Църква на истинно-православните християни на Гърция (Синод на Калиник).

## Биография
Роден e в 1963 година в драмската паланка Борен (Агиос Атанасиос) със светското име Сава Симеонидис (Σάββας Συμεωνίδης). Учи в родния си град. В 1983 година се замонашва при архимандрит Яков Пападакис. В 1984 година е ръкоположен за дякон от митрополит Евтимий Солунски. Учи в училище за изкуства в Солун. В 1987 година е ръкоположен за презвитер от същия митрополит. От 2004 година е секретар на Солунската митрополия и директор на списанието ѝ „Ортодокси Парусия“. През 2014 година е избран и ръкоположен за кесарийски титулярен епископ от архиепископа на Атина и цяла Гърция Макарий и Светия синод на Църквата на истинно-православните християни на Гърция.